# Gammelshausen
Gammelshausen là một thị trấn thuộc huyện Göppingen ở Baden-Württemberg ở miền nam Đức. Đô thị này có diện tích 3,31 km², dân số thời điểm 31 tháng 12 năm 2020 là 1417 người.